# Chongming
Chongming, tidigare stavat Tsungming,  är en ö och ett stadsdistrikt i Shanghais storstadsområde i östra Kina. Fram till och med 2016 var Chongming ett härad.
Stadsdistriktet omfattar även öarna Changxing Dao och Hengsha Dao. Ett område på norra delen av ön Chongming tillhör socknarna Haiyong och Qilong i provinsen Jiangsu.
Chongming är indelat i 16 köpingar (zhen) och två socknar (xiang):
Köpingar:

- Bu (堡镇)
- Changxing (长兴镇) - omfattar ön Changxing Dao
- Chengqiao (城桥镇)
- Chenjia (陈家镇)
- Dongping (东平镇)
- Gangxi (港西镇)
- Gangyan (港沿镇)
- Jianshe (建设镇)
- Lühua (绿华镇)
- Miao (庙镇)
- Sanxing (三星镇)
- Shuxin (竖新镇)
- Xianghua (向化镇)
- Xinhai (新海镇)
- Xinhe (新河镇)
- Zhongxing (中兴镇)

Socknar:
- Hengsha (横沙乡) - omfattar ön Hengsha Dao
- Xincun (新村乡)